# Holston River
Der Holston River ist ein bedeutender Fluss in Ost-Tennessee (USA).
Die beiden Quellflüsse des Holston River (North Fork Holston River und South Fork Holston River) haben ihren Ursprung in Südwest-Virginia. Sie vereinigen sich bei Kingsport zum Hauptfluss.
Der North Fork Holston River fließt 243 km südwestlich von Sharon Springs in Bland County. Der kürzere aber aufgrund des knapp dreimal größeren Einzugsgebiets wasserreichere South Fork entspringt nahe Sugar Grove im Wythe County. Von dort fließt er 180 km in südwestlicher Richtung, bevor er nahe Kingsport auf den North Fork trifft. Der eigentliche Holston River fließt dann noch 219 km nördlich von Bays Mountain in südwestlicher Richtung, um sich schließlich östlich des Stadtzentrums von Knoxville mit dem French Broad River zum Tennessee River zu vereinigen.
Im Tal des Holston River befinden sich eine Reihe von Kraftwerken zur Stromerzeugung – Wasserkraftwerke und Kohlekraftwerke. Die höher gelegenen Kraftwerke befinden sich in Privatbesitz, während die tiefer gelegenen von der Tennessee Valley Authority betrieben werden. Am Holston River ist der Cherokee Dam mit dem zugehörigen Cherokee Lake zu nennen.
Der Fluss wurde nach Stephen Holstein benannt. Dieser baute 1746 eine Holzhütte am Oberlauf des Flusses. Der Berg Holston Mountain wurde wiederum nach dem Fluss benannt.
Der Zusammenfluss von Holston River und French Broad River bei Mile post 652 in Knoxville wird heute als der Startpunkt des Tennessee River betrachtet. Vor 1933 verlief der Holston River offiziell noch weitere 82 km abstrom bis nach Lenoir City und zur Mündung des Little Tennessee River. Damals wurde diese Stelle als der Startpunkt des Tennessee River angesehen.
Alle drei Quellarme des Holston River und der eigentliche Fluss sind leicht zugänglich und bieten Freizeitmöglichkeiten, wie Kanufahren, Angeln oder Fliegenfischen. Der North Fork Holston River unterhalb von Saltville ist jedoch mit Schwermetallen belastet und Fische aus dem Gewässer sollte nicht verzehrt werden.